# NGC 7713A
NGC 7713A је спирална галаксија у сазвежђу Вајар која се налази на NGC листи објеката дубоког неба.
Деклинација објекта је - 37° 42' 54" а ректасцензија 23h 37m 8,7s. Привидна величина (магнитуда) објекта NGC 7713 износи 12,5 а фотографска магнитуда 13,2. NGC 7713A је још познат и под ознакама ESO 347-30, MCG -6-51-10, AM 2334-375, PGC 71912.